# MVFC Berettyóújfalu
A Mezei-Vill Futsal Club egy magyar futsalklub Berettyóújfaluból, amely a magyar futsalbajnokság első osztályában szerepel.

## Történelem[1]
A csapat 1993-ban alakult baráti szerveződés alapján. Ekkor még csak a városi bajnokságban, és különböző tornákon szerepelt, egészen 2004 augusztusáig. Ekkor jött az ötlet, hogy magasabb szinten kellene űzni a kispályás labdarúgást, mint sportágat. Mivel országos bajnokságot csak futsalban rendeztek, így ezt választották. Rögtön az NBII-ben a 2004-2005-ös szezonban indult el a csapat. 
Első évben feljutott az első osztályba. 2006/2007-ben bronzérmes lett, majd egy év elteltével 1. helyezést ért el a magyar bajnokságban, amit a egy 2008/2009-es ugyanilyen siker követett. Következő bajnoki címre 2014-ig kellett várni. Legutóbb a 2018/2019-es szezonban lett bajnok a csapat. A magyar kupát négyszer hódította el. 
A Futsal Bajnokok Ligájában eddig összesen hat alkalommal szerepelt. A legjobb eredményt 2014-ben és 2021-ben érte el a legjobb 16 közé jutással.
Története során sok válogatott játékost adott a csapat. A klub elnöke Mezei József, aki rendületlenül hisz a Berettyóújfalu és a magyar futsal sikerében.

## Csapat 2025/26

### Játékosok[2]
| #  | Ország | Név                |
| -- | ------ | ------------------ |
| 5  | HUN    | Hudák Botond       |
| 6  | HUN    | Nagy Imre          |
| 7  | HUN    | Szabó Lajos Mátyás |
| 8  | HUN    | Szalmás Zoltán     |
| 9  | HUN    | Rábl János         |
| 10 | HUN    | Iszák Dominik      |
| 13 | HUN    | Mezei Dávid (K)    |
| 15 | HUN    | Magyari Csaba      |
| 21 | HUN    | Petró Martin (K)   |
| 27 | HUN    | Nagy Richárd       |
| 29 | HUN    | Szabó Péter (C)    |
|    | HUN    | Balogh Zoltán      |

### Szakmai stáb[3]
| Kinevezés              | Ország | Név                  |
| ---------------------- | ------ | -------------------- |
| Elnök                  | HUN    | Mezei József         |
| Vezetőedző             | HUN    | Turzó József         |
| Erőnléti edző          | HUN    | Daróczi Dávid        |
| Masszőr                | HUN    | Botos Bence          |
| Szakosztályvezető      | HUN    | Szitkó Róbert        |
| Technikai vezető       | HUN    | Daróczi Martin Milán |
| Média- és sajtófelelős | HUN    | Fábián Vince         |
| Média- és sajtófelelős | HUN    | Ulics Milán          |
| Média- és sajtófelelős | HUN    | Vezendi Péter        |

## Vezetőedzők[4]
| Év            | Ország | Név                   |
| ------------- | ------ | --------------------- |
| 2004-2010     | HUN    | Szitkó Róbert         |
| 2010-2011     | SVK    | Bacsó Richárd         |
| 2011-2016     | HUN    | Turzó József          |
| 2016-2017 (*) | ROU    | Moga Flavius Lorant   |
| 2017-2021     | ESP    | Sergio Mullor Cabrera |
| 2021-2024     | HUN    | Trencsényi János      |
| 2024-         | HUN    | Turzó József          |

(*) - Váltás a szezon közben

## Eredmények[5]

### Nemzeti
- Futsal NB I.
  -  Bajnok (4): 2007/2008, 2008/2009, 2013/2014, 2018/2019
  -  Ezüstérmes (9): 2009/2010, 2010/2011, 2011/2012, 2012/2013, 2014/2015, 2017/2018, 2020/2021, 2021/2022, 2022/2023
  -  Bronzérmes (2): 2006/2007, 2016/2017

- Futsalkupa
  -  Győztes (4): 2009, 2012, 2019, 2025
  -  Döntős (5): 2011, 2014, 2020, 2021, 2023

- Futsal-szuperkupa
  -  Győztes (2): 2008, 2009
  -  Döntős (2): 2012, 2014

### Nemzetközi
- Futsal-Bajnokok Ligája
  - Nyolcaddöntős (2): 2014, 2021

### Helyezések a bajnokságban
| Szezon    | Bajnokság neve     | Helyezés |
| --------- | ------------------ | -------- |
| 2005/2006 | Férfi Futsal NB I. | 8.       |
| 2006/2007 | Férfi Futsal NB I. | 3.       |
| 2007/2008 | Férfi Futsal NB I. | 1.       |
| 2008/2009 | Férfi Futsal NB I. | 1.       |
| 2009/2010 | Férfi Futsal NB I. | 2.       |
| 2010/2011 | Férfi Futsal NB I. | 2.       |
| 2011/2012 | Férfi Futsal NB I. | 2.       |
| 2012/2013 | Férfi Futsal NB I. | 2.       |
| 2013/2014 | Férfi Futsal NB I. | 1.       |
| 2014/2015 | Férfi Futsal NB I. | 2.       |
| 2015/2016 | Férfi Futsal NB I. | 4.       |
| 2016/2017 | Férfi Futsal NB I. | 3.       |
| 2017/2018 | Férfi Futsal NB I. | 2.       |
| 2018/2019 | Férfi Futsal NB I. | 1.       |
| 2019/2020 | Férfi Futsal NB I. | -        |
| 2020/2021 | Férfi Futsal NB I. | 2.       |
| 2021/2022 | Férfi Futsal NB I. | 2.       |
| 2022/2023 | Férfi Futsal NB I. | 2.       |
| 2023/2024 | Férfi Futsal NB I. | 4.       |
| 2024/2025 | Férfi Futsal NB I. | 4.       |

### Helyezések a kupában
| Szezon    | Bajnokság neve           | Helyezés |
| --------- | ------------------------ | -------- |
| 2006/2007 | Férfi Futsal Magyar Kupa | 3.       |
| 2007/2008 | Férfi Futsal Magyar Kupa | 3.       |
| 2008/2009 | Férfi Futsal Magyar Kupa | 1.       |
| 2009/2010 | Férfi Futsal Magyar Kupa | 3.       |
| 2010/2011 | Férfi Futsal Magyar Kupa | 2.       |
| 2011/2012 | Férfi Futsal Magyar Kupa | 1.       |
| 2012/2013 | Férfi Futsal Magyar Kupa | 3.       |
| 2013/2014 | Férfi Futsal Magyar Kupa | 2.       |
| 2014/2015 | Férfi Futsal Magyar Kupa | 3.       |
| 2015/2016 | Férfi Futsal Magyar Kupa | 3.       |
| 2016/2017 | Férfi Futsal Magyar Kupa | 9.       |
| 2017/2018 | Férfi Futsal Magyar Kupa | 3.       |
| 2018/2019 | Férfi Futsal Magyar Kupa | 1.       |
| 2019/2020 | Férfi Futsal Magyar Kupa | 2.       |
| 2020/2021 | Férfi Futsal Magyar Kupa | 2.       |
| 2021/2022 | Férfi Futsal Magyar Kupa | 9.       |
| 2022/2023 | Férfi Futsal Magyar Kupa | 2.       |
| 2023/2024 | Férfi Futsal Magyar Kupa | 3.       |
| 2024/2025 | Férfi Futsal Magyar Kupa | 1.       |